# Mein Bruder heißt Robert und ist ein Idiot
Mein Bruder heißt Robert und ist ein Idiot is een Duits-Franse film uit 2018, geregisseerd door Philip Gröning.

## Verhaal
Robert en Elena zijn een negentienjarige tweeling die gedurende de zomer een weekend samen doorbrengen in een tankstation op het platteland zodat Elena haar filosofisch proefwerk kan schrijven. Het weekend zal een blijvende invloed hebben op de omgang met elkaar. Elena heeft namelijk een weddenschap voor een auto afgesproken met haar broer dat ze voor het einde van haar proefschrift naar bed zal gaan met een willekeurige man.

## Rolverdeling
| Acteur           | Personage |
| ---------------- | --------- |
| Josef Mattes     | Robert    |
| Julia Zange      | Elena     |
| Urs Jucker       | Erich     |
| Stefan Konarske  | Adolf     |
| Zita Aretz       | Cecilia   |
| Karolina Porcari | Lerares   |

## Productie
Deze film is de zesde film van Philip Gröning die net zoals bij zijn vorige films behalve de regie ook het scenario, de productie, camerawerk en een deel van de montage voor zijn rekening nam. Het scenario schreef hij samen met de Zwitserse actrice Sabine Timoteo die de hoofdrol in zijn roadmovie L’amour, l’argent, l’amour (2000) speelde.
De filmopnamen waren oorspronkelijk gepland voor de zomer 2012 maar achteruitgeschoven naar 5 augustus 2013 waarna elf weken gefilmd werd. In mei 2014 gingen de resterende filmopnamen door in Ettringen, Beieren.

### Release
Mein Bruder heißt Robert und ist ein Idiot ging op 21 februari 2018 in première op het internationaal filmfestival van Berlijn in de competitie voor de Gouden Beer. De postproductie van de film nam veel tijd in beslag en was uiteindelijk begin 2018 afgewerkt.